# Emirhan Demircan
Emirhan Cüneyt Demircan (München, 20 januari 2005) is een Turks-Duits voetballer die als aanvaller onder contract staat bij FC Utrecht.

## Clubcarrière

### Bayern München
Via Milbertshofen maakte Demircan in 2014 de stap naar 1860 München. In 2017 volgde een overstap naar Bayern München. Daar speelde Demircan een drietal seizoenen mee in de UEFA Youth League. In 2022 maakte hij zijn debuut voor Bayern München II, uitkomend in de Regionalliga Bayern. Vanaf 2024 volgde er een vaste plek bij de beloftenploeg, waar hij in het seizoen 2024/25 met zes doelpunten en vijf assists in twintig wedstrijden clubtopscorer werd. Demircan kon zijn aflopende contract in München verlengen, maar hij besloot dit niet te doen. Onder meer Beşiktaş, Rangers en 1899 Hoffenheim toonden interesse.

### FC Utrecht
Op 13 juni 2025 ondertekende Demircan bij FC Utrecht een driejarig contract tot medio 2028. In het contract werd tevens een optie voor een extra seizoen opgenomen.

## Clubstatistieken

### Beloften
| Seizoen                    | Club              | Competitie          | Competitie | Competitie | Competitie | Overig | Overig | Overig | Totaal | Totaal | Totaal |
| Seizoen                    | Club              | Competitie          | Wed.       | Dlp.       | Ass.       | Wed.   | Dlp.   | Ass.   | Wed.   | Dlp.   | Ass.   |
| -------------------------- | ----------------- | ------------------- | ---------- | ---------- | ---------- | ------ | ------ | ------ | ------ | ------ | ------ |
| 2022/23                    | Bayern München II | Regionalliga Bayern | 1          | 0          | 0          | 0      | 0      | 0      | 1      | 0      | 0      |
| 2023/24                    | Bayern München II | Regionalliga Bayern | 1          | 0          | 0          | 0      | 0      | 0      | 1      | 0      | 0      |
| 2024/25                    | Bayern München II | Regionalliga Bayern | 20         | 6          | 5          | 0      | 0      | 0      | 20     | 6      | 5      |
| Carrière totaal            | Carrière totaal   | Carrière totaal     | 22         | 6          | 5          | 0      | 0      | 0      | 22     | 6      | 5      |
| Bijgewerkt op 13 juni 2025 |                   |                     |            |            |            |        |        |        |        |        |        |

### Senioren
| Seizoen                    | Club            | Competitie      | Competitie | Competitie | Competitie | Beker | Beker | Beker | Internationaal | Internationaal | Internationaal | Overig | Overig | Overig | Totaal | Totaal | Totaal |
| Seizoen                    | Club            | Competitie      | Wed.       | Dlp.       | Ass.       | Wed.  | Dlp.  | Ass.  | Wed.           | Dlp.           | Ass.           | Wed.   | Dlp.   | Ass.   | Wed.   | Dlp.   | Ass.   |
| -------------------------- | --------------- | --------------- | ---------- | ---------- | ---------- | ----- | ----- | ----- | -------------- | -------------- | -------------- | ------ | ------ | ------ | ------ | ------ | ------ |
| 2025/26                    | FC Utrecht      | Eredivisie      | 0          | 0          | 0          | 0     | 0     | 0     | 0              | 0              | 0              | 0      | 0      | 0      | 0      | 0      | 0      |
| Carrière totaal            | Carrière totaal | Carrière totaal | 0          | 0          | 0          | 0     | 0     | 0     | 0              | 0              | 0              | 0      | 0      | 0      | 0      | 0      | 0      |
| Bijgewerkt op 13 juni 2025 |                 |                 |            |            |            |       |       |       |                |                |                |        |        |        |        |        |        |

1 Barkas ·
2 Horemans ·
3 Van der Hoorn ·
5 Finnsson ·
6 Fraulo ·
7 Jensen ·
8 Bozdoğan ·
9 Min ·
11 Ohio ·
14 Iqbal ·
15 Blake ·
16 El Karouani ·
18 Toornstra ·
19 Descotte ·
20 Cathline ·
21 Aaronson ·
22 Rodríguez ·
23 Vesterlund ·
24 Viergever  ·
25 Brouwer ·
26 Jonathans ·
27 Engwanda ·
32 De Graaff ·
33 Gadellaa ·
40 Didden ·
44 Mukeh ·
91 Haller ·
Coach: Jans
· Assistent-trainer: Penders
· Keeperstrainer: Wapenaar